# Louis Caiveau
Louis Caiveau, né le 3 octobre 1924 à Saint-Hilaire-de-Riez (Vendée), mort le 27 février 1987, entrepreneur de travaux publics, est un homme politique français, sénateur de la Vendée de 1981 à 1987.

## Carrière
Conseiller municipal en 1959, il est élu maire de Saint-Hilaire-de-Riez (Vendée) en 1971.
En 1970, il est élu conseiller général du canton de Saint-Gilles-Croix-de-Vie.
Il devient sénateur le 10 septembre 1981 par suite du décès de Lionel de Tinguy du Pouët. Réélu en septembre 1986, il décède cinq mois plus tard.
Au Sénat, il s'inscrit au groupe de l'Union centriste. 

## Mandats
- Maire de Saint-Hilaire-de-Riez (1971-1987)
- Conseiller général du canton de Saint-Gilles-Croix-de-Vie (1970- )
- Sénateur de la Vendée (septembre 1981-septembre 1986, septembre 1986-février 1987)